# The Jetsons: Invasion of the Planet Pirates
The Jetsons: Invasion of the Planet Pirates – platformowa gra akcji wydana w Ameryce Północnej w 1994 roku przez Taito na platformę Super Nintendo Entertainment System. Jest to adaptacja serialu animowanego wytwórni Hanna-Barbera – Jetsonowie.
W 1995 roku, japońska firma Kadokawa Shoten stworzyła nową mangę zatytułowaną Yōkai Buster Ruka. Producent gry Sting chciał przeprogramować i zedytować grę The Jetsons: Invasion of the Planet Pirates, a także przekształcić w nową grę pod tytułem Yōkai Buster: Ruka no Daibōken (jap. 妖怪バスター ルカの大冒険) z nową muzyką (skomponowaną przez Mitsuhito Tanakę), nowymi wrogami i obszarami. Obie wersje gry mają zasadniczo ten sam silnik o innej fabule i temacie.

## Fabuła

### The Jetsons: Invasion of the Planet Pirates
Akcja gry rozgrywa się futurystycznej przyszłości w mieszkaniu rodziny Jetsonów. Po powrocie z pracy George zostaje poinformowany przez kapitana Zooma i dowiaduje się, że przywódczyni piratów kosmicznych, Zora, planuje na grabieży Układu Słonecznego przejąć wszystkie jego zasoby. George wyrusza w drogę i ma za zadanie ukończyć wszystkie dziewięć poziomów, powstrzymać piratów za pomocą Pneumo Osmatycznego Odpylacza (ang. Pneumo Osmatic Precipitator, w skrócie P.O.P.), specjalnego przyrządu, który może używać zarówno jako broni, jak i wykorzystywania jej właściwości do wspinania się po ścianach, a na koniec stanąć do ostatecznej walki z Zorą.

### Yōkai Buster: Ruka no Daibōken
Główną bohaterką tej gry jest Ruka, agresywna dziewczyna, która żyje w świecie opętanym przez szkodliwe potwory. Jej przeszłość zostaje owiana tajemnicą, a jej wiek jest celowo ukryty w kontekście. Aby uratować świat, Ruka wyrusza do walki w celu oczyszczenia potworów z powierzchni ziemi.